# Marco da Silva
Marco da Silva (ur. 30 maja 1977 roku w Bremie, w Niemczech) – niemiecko-portugalski choreograf, tancerz, piosenkarz, model i DJ.

## Życiorys

### Wczesne lata
Przyszedł na świat w muzycznej rodzinie piosenkarzy Fado, Luisa i Marii da Silvy. Już we wczesnym dzieciństwie interesował się muzyką. 

### Kariera
Mając kilkanaście lat został członkiem portugalskiej grupy folklorystycznej, która odniosła sukces w Europie. Następnie występował jako tancerz Go-Go w klubach. W 2000 roku nagrał nową wersję przeboju Ritchie'go Valensa La Bamba, która w Niemczech i Szwajcarii dostała się na listy przebojów. Wkrótce potem pojawił się jako tancerz w teledyskach No Angels, Mariah Carey i Geri Halliwell, reklamie Coca-coli oraz uczestniczył w koncertach Kylie Minogue Showgirl: The Homecoming Tour (2005) oraz KylieX2008.
Współpracował również z takimi artystami jak Madonna, Janet Jackson, Britney Spears, The Black Eyed Peas, Sugababes czy George Michael.
Był jurorem programu Sat.1 You Can Dance – Po prostu tańcz. W 2005 roku założył własną agencję Eightcounts Entertainment. Wziął udział w programie Pro7 Popstars (2008).
Uczestniczył jako model w sesji zdjęciowej dla takich magazynów jak Gay Times, Zero i australijskiej edycji DNA.

## Dyskografia
- 2000: La Bamba (singiel)
- 2010: M (album)

## Musicale
- Mamma Mia! jako tancerz / Eddie
- West Side Story jako Chino

## Wideografia
- 1999: Disco Disco – Mabel
- 2000: La Bamba
- 2000: Thank God I Found You – Mariah Carey
- 2002: Something About Us – No Angels
- 2003: Feelgood Lies – No Angels
- 2003: No Angel (It’s all in your mind) – No Angels
- 2005: Showgirl: The Greatest Hits Tour – Kylie Minogue (tournée-DVD)
- 2005: Showgirl: The Homecoming Tour – Kylie Minogue (tournée-DVD)
- 2008: The Party’s Over – Valeriya
- 2008: All I See – Kylie Minogue
- 2008: KylieX2008 – Kylie Minogue
- 2009: For You, For Me Tour – Kylie Minogue
- 2010: Vivir Asi Es Morir De Amor – Ninel Conde
- 2011: Britney Spears Live: The Femme Fatale Tour – Britney Spears (tournée-DVD)
- 2011: Femme Fatale Tour – Britney Spears